# ایوا
ایوا، روستایی است از توابع بخش بلده شهرستان نور در استان مازندران ایران.

## جمعیت
این روستا در دهستان تتارستاق قرار دارد و براساس سرشماری مرکز آمار ایران در سال1397 جمعیت آن کمتر از 10 نفر بوده‌است. مردم این روستا به زبان مازندرانی صحبت میکنند.